# Premio Atlántida
El Premio Atlántida es un galardón otorgado por el Gremio de Editores de Cataluña a una personalidad que haya destacado a lo largo de su trayectoria por su contribución al fomento de la lectura y del mundo del libro en general. Se entrega anualmente en el marco de la Noche de la Edición, un acontecimiento cultural celebrado desde 1985, durante el mes de diciembre en la ciudad de Barcelona.

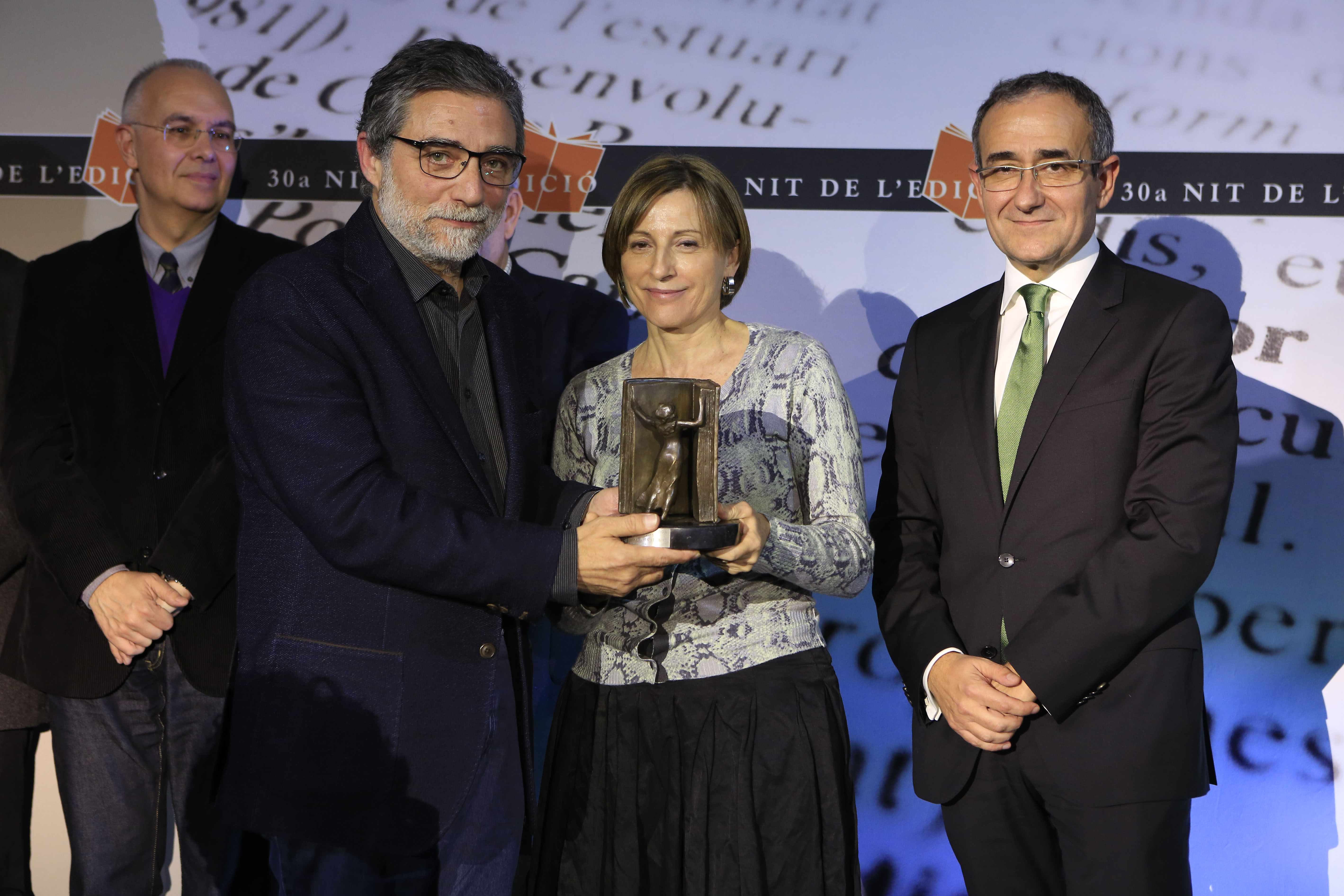
Entrega del Premio Atlántida a Jaume Plensa, en la Noche de la Edición de 2016.

Desde la primera convocatoria, en 1986, el Premio Atlántida ha recaído en personalidades como, Jorge Semprún, Václav Havel, Jacques Santer, Viviane Reding, Fabián Estapé, José Manuel Blecua, Javier Solana, Jordi Savall, Joan Manuel Serrat y Jaume Plensa, entre otros. 
El 19 de diciembre de 2016 se celebró la última edición del Premio Atlántida, que fue otorgado a Isabel Coixet; haciendo un reconocimiento especial a la Editorial Blume, por sus 50 años de actividad editorial continuada, y a Larousse Editorial, M. Moleiro Editor y Tritón Ediciones por su 25 aniversario.
El jurado del Premio Atlántida 2016, que consta de 18 membres, estuvo formado per Patrici Tixis, presidente del Gremio de Editores de Cataluña y presidente del jurado, Alexandre Amat (Profit), Ignasi Aragay (Diari Ara), Montserrat Ayats (Eumo), Lluís Bassets (El País), David Castillo (El Punt Avui), Sergi Dòria (ABC), Daniel Fernández (Edhasa), Jorge Herralde (Anagrama), Claudio López (Penguin Random House), Francisco Marhuenda (La Razón), Idoia Moll (Alba), Carles Revés (Planeta), Álex Sàlmon (El Mundo), Luis Solano (Libros del Asteroide), Iosu de la Torre (El Periódico de Catalunya), Roman de Vicente (Ediciones B) i Sergio Vila-Sanjuán (La Vanguardia).